# Il giorno del delfino
Il giorno del delfino (The Day of the Dolphin) è un film di fantascienza statunitense del 1973, diretto da Mike Nichols e con protagonisti George C. Scott, Trish Van Devere e Paul Sorvino.
Il film è tratto dal romanzo dello scrittore francese Robert Merle (1908-2004) La notte dei delfini (Un animal doué de raison) del 1967.
Il film uscì negli Stati Uniti il 19 dicembre 1973.

## Trama
Florida: il dott. Jake Terrell e la moglie Maggie sono due biologi marini che stanno svolgendo delle ricerche sul comportamento e, in particolare, sul linguaggio dei delfini.
Durante queste ricerche, riescono nel tentativo di far "parlare" due esemplari di questi cetacei, chiamati Alpha e Beta.  I risultati di tali esperimenti non sfuggono però alle orecchie di un gruppo terroristico, che decide di rapire Alpha e Beta con l'intenzione di servirsi di loro per piazzare delle cariche esplosive sotto lo yacht presidenziale.

## Produzione
Il romanzo è stato tradotto in inglese da Helen Weaver e pubblicato negli Stati Uniti nel 1969 con il titolo The Day of the Dolphin.
La versione cinematografica sarebbe stata inizialmente diretta da Roman Polański per United Artists nel 1969, con Polanski a scrivere la sceneggiatura. Tuttavia, mentre Polanski era a Londra, in cerca di location per le riprese nell'agosto del 1969, sua moglie incinta, l'attrice Sharon Tate, fu assassinata nella loro casa di Beverly Hills dai discepoli di Charles Manson. Polanski tornò negli Stati Uniti e abbandonò il progetto.
L'anno seguente fu annunciato che Franklin Schaffner avrebbe realizzato il film per la Mirisch Corporation. La produzione fu difficoltosa e Joseph Levine finì per acquistare il progetto della United Artists per Mike Nichols.
Il film è stato girato principalmente sull'isole Abaco nelle Bahamas. La produzione fu estremamente difficile e Nichols in seguito la descrisse come il film più duro che avesse mai fatto fino ad allora.

## Premi e riconoscimenti[2]
- Nominato tra i migliori dieci film dal National Board of Review Awards 1973
- Nomination al Premio Oscar 1974 per il miglior sonoro
- Nomination al Premio Oscar 1974 per la miglior colonna sonora